# Tolić (Udbina)
Tolić falu Horvátországban, Lika-Zengg megyében. Közigazgatásilag Udbinához tartozik.

## Fekvése
Korenicától légvonalban 17 km-re, közúton 27 km-re délre, községközpontjától légvonalban 10 km-re, közúton 15 km-re északnyugatra, a Korbavamező közepén fekszik.

## Története
Martin Brajković zenggi püspök 1700-ban vegyes szerb és horvát lakosságú faluként említi. Akkori lakosságából a Cvijanovićok Kosinjból, a Radovanacok Kompoljéból érkeztek. A többiek Kninből és Bukovicéból jöttek. A katolikusok Ogulinból és Otocsánból valók. 1712-ben a Vejnović, Perić, Jajić, Cvijanović, Vukačević és Radovanac családok (valamennyien pravoszlávok), valamint a katolikus Ivanković, Mutavdžić, Šimatović, Stilin és Karakaš családok voltak a lakói.
A falunak 1857-ben 361, 1910-ben 364 lakosa volt. A trianoni békeszerződés előtt Lika-Korbava vármegye Udbinai járásához tartozott. Ezt követően előbb a Szerb-Horvát-Szlovén Királyság, majd Jugoszlávia része lett. 1991-ben lakosságának 76 százaléka szerb, 22 százaléka horvát nemzetiségű volt. A szerbek Podlapača parókiájához tartoztak. A falunak 2011-ben 9 lakosa volt.

## Lakosság
| Lakosság változása | Lakosság változása | Lakosság változása | Lakosság változása | Lakosság változása | Lakosság változása | Lakosság változása | Lakosság változása | Lakosság változása | Lakosság változása | Lakosság változása | Lakosság változása | Lakosság változása | Lakosság változása | Lakosság változása | Lakosság változása |
| ------------------ | ------------------ | ------------------ | ------------------ | ------------------ | ------------------ | ------------------ | ------------------ | ------------------ | ------------------ | ------------------ | ------------------ | ------------------ | ------------------ | ------------------ | ------------------ |
| 1857               | 1869               | 1880               | 1890               | 1900               | 1910               | 1921               | 1931               | 1948               | 1953               | 1961               | 1971               | 1981               | 1991               | 2001               | 2011               |
| 361                | 371                | 336                | 387                | 402                | 364                | 382                | 359                | 218                | 241                | 201                | 140                | 104                | 68                 | 13                 | 9                  |